# Zruč nad Sázavou (nádraží)
Zruč nad Sázavou je železniční stanice v jižní části města Zruč nad Sázavou v Středočeském kraji v okrese Kutná Hora při řece Sázavě. Leží na neelektrizované jednokolejné trati Čerčany – Světlá nad Sázavou, přezdívané též Posázavský pacifik a Čerčany – Světlá nad Sázavou. Ve městě se dále nachází železniční zastávka Zruč nad Sázavou zastávka.

## Historie
Stanice byla otevřena 28. září 1903 spolu s odbočnou tratí vlastněnou soukromým subjektem Místní dráha Světlá-Ledeč-Kácov (SLK) z Kácova do Světlé nad Sázavou. Trasa hlavní trati budované společností Místní dráha Kolín-Čerčany-Kácov vedla od 15. prosince 1900 z Kolína, kudy od roku 1845 vedla železnice společnosti Severní státní dráha z Olomouce do Prahy, do Ratají nad Sázavou.
Odtud byla dráha 6. srpna 1901 prodloužena do Čerčan, kudy od roku 1871 procházela trať společnosti Dráhy císaře Františka Josefa (KFJB) spojující Vídeň, České Budějovice a Nádraží Františka Josefa I. v Praze. Stanice vznikla dle typizovaného stavebního vzoru. Dne 1. listopadu 1905 dobudovala do Zruči společnost Kutnohorská místní dráha trať z Kutné Hory (stanice Kutná Hora město).
Provoz na obou tratích zajišťovaly od zahájení Císařsko-královské státní dráhy (kkStB), po roce 1918 Československé státní dráhy (ČSD), místní dráhy byly zestátněny roku 1925.

## Popis
Nachází se zde čtyři nekrytá jednostranná nástupiště, k příchodu k vlakům slouží přechody přes koleje.